# Braulio Jatar
Braulio Jatar Alonso (Santiago, 19 de febrero de 1958) es un periodista y abogado chileno-venezolano, director del sitio web Reporte Confidencial. Actualmente reside en Chile.

## Carrera
Además de periodista, Jatar se ha desempeñado como activista político y ha ejercido como abogado en Venezuela. Ha trabajado cercanamente con el exalcalde de Caracas Antonio Ledezma, ha escrito cinco libros y en los años 90 fue asesor legal del Congreso Nacional.
Jatar se enfrentó a cargos de extorsión en 1991 y se fue a Miami, siendo exonerado más tarde. Según Ana Julia Jatar, su hermana, Braulio formó parte como abogado penalista de un caso contra funcionarios del gobierno acusados de corrupción y en 1989 litigó contra la secretaria y amante Blanca Ibáñez del presidente Jaime Lusinchi, lo cual lo llevó a ser acusado de una serie de irregularidades falsas. Ana también ha asegurado que su hermano simpatizó con el chavismo hasta 2007, cuando "se dio cuenta de que era un proceso no democrático" y que "estaba tomando visos de totalitarismo". En 2007, Braulio fundó el sitio web de noticias Reporte Confidencial.

## Detención
El 3 de septiembre de 2016, Braulio fue detenido por funcionarios del Servicio Bolivariano de Inteligencia Nacional (SEBIN) mientras iba en camino a una estación de radio en Porlamar, en la isla Margarita. El arresto se produjo un día después de que Jatar publicara en su sitio web, el Reporte Confidencial, y en redes sociales reportajes escritos y en video sobre residentes de Villa Rosa, en Porlamar, que recibieron a Nicolás Maduro con abucheos y cacerolazos. Maduro canceló repentinamente los planes del evento en el que inauguraría por televisión nacional apartamentos renovados en el sector y el incidente fue reseñado por noticieros internacionales. Las autoridades aseguraron que Braulio poseía 25 000$ dólares estadounidenses en efectivo y lo acusaron de planear usarlos para financiar un ataque durante la cumbre del Movimiento de Países No Alineados en la isla el 13 de septiembre. Pedro Arévalo, abogado del Foro Penal, declaró que los funcionarios le sembraron el dinero a Jatar y que el periodista fue detenido como represalia por publicar el video en su sitio web, diciendo que "todo lo que hizo fue publicar algunos videos". Silvia Martínez, su esposa, dijo que estaba preocupado porque sufría de hipertensión y temía que el gobierno lo encarcelara en cargos falsos.
Durante su primera audiencia, el 5 de septiembre, Jatar fue imputado por lavado de dinero, enfrentando hasta 15 años de prisión. Su abogado defensor, Diomedes Potentini, declaró que "No hubo crimen" y que la fiscalía no presentó ninguna evidencia. El 10 de septiembre, Jatar fue transferido a la prisión 26 de julio en San Juan de los Morros, en el estado Guárico, y las autoridades de la cárcel le impidieron contactar a su familia como parte de un "periodo de adaptación" de 30 días, durante el cual sufrió de ataques de ansiedad, de hipertensión y estuvo en la clínica de la prisión por seis días. Braulio vio a su abogado Diomedes por primera vez el 20 de septiembre, 17 días después de haber sido detenido.
El 26 de septiembre, Jatar fue trasladado a una cárcel en Cumaná, en el estado Sucre, donde otro "periodo de adaptación" empezó de nuevo, impidiéndole contactar a su familia y negándole acceso a teléfonos celulares y al Internet. La esposo de Braulio le pidió a las autoridades penitenciarias permitirle el acceso a un cardiólogo de su preferencia para monitorear su presión sanguínea y problemas cardiacos. En diciembre sus familiares y abogados denunciaron que Jatar tenía cáncer de piel. Su hermana le dijo al Centro Knight para Periodismo en las Américas que las autoridades habían mantenido a Braulio en confinamiento solitario y le negaban el acceso a la luz solar, soportando temperaturas mayores a 40 grados centígrados.
El abril de 2017 el Grupo de Trabajo sobre Detención Arbitraria de las Naciones Unidas, que estaba investigando el caso de Braulio, concluyó que la detención fue arbitraria y le pidieron al gobierno venezolano liberarlo. Las autoridades trasladaron al periodista a arresto domiciliaro por problemas de salud el 24 de mayo. Según las condiciones del arresto domiciliario, Jatar debía estar vigilado por 24 horas por fuerzas de seguridad, tenía prohibido hacer declaraciones públicas sobre su casa y solo podía salir de casa por razones médicas y con una autorización del juez. Para finales de 2018, no se había establecido fecha para su juicio.

### Libertad condicional
A principios de abril de 2019, la Alta Comisionada de las Naciones Unidas para los Derechos Humanos, Michelle Bachelet, anuncia la liberación de Jatar y de otros 21 presos. El anuncio se da días después de la publicación de un reporte de las Naciones Unidas sobre las violaciones de derechos humanos en Venezuela, que incluye detalles de los arrestos y encarcelamiento de disidentes políticos. El 8 de julio, Jatar recibe y publica el aviso oficial del juzgado penal en las redes sociales. Jatar tiene prohibido salir del estado Nueva Esparta y debe presentarse frente a un tribunal cada dos semanas.

## Vida personal
En 1986 contrajo matrimonio con Silvia Martínez, Miss Venezuela 1985, y tuvieron cuatro hijos: Claudia, Braulio, Christian y Dominykas.[cita requerida]